# Кириллов, Владимир Владимирович
Владимир Владимирович Кириллов (род. 11 августа 1955, Липецк, Липецкая область, РСФСР, СССР) — вице-губернатор Санкт-Петербурга (2000–2007 и с 2014).

## Биография
Родился 11 августа 1955 года в Липецке. Окончил Высшее пограничное военно-политическое училище КГБ СССР, Военно-политическую академию им. В. И. Ленина, Северо-Западный кадровый центр.
В 1973 году поступил на службу в пограничные войска КГБ СССР.
С 1991 по 1993 год — управляющий делами, помощник главы администрации Выборгского района Ленинградской области.
В 1993 году занял пост первого заместителя главы администрации Выборгского района Ленинградской области.
В 1994 году после назначения главы администрации Выборгского района Ленинградской области Н. В. Смирнова на должность председателя Правительства Ленинградской области стал его преемником в должности главы администрации.
В феврале 1996 года Кириллов являлся фигурантом дела, возбуждённого петербургским УБЭПом о мошенничестве с муниципальными квартирами. Выборгская районная администрация распродала родственникам и друзьям чиновников по балансовым ценам квартиры в домах, построенных Выборгским акционерным домостроительным комбинатом. Вскоре, администрация района вернула квартиры в муниципальную собственность, задним числом присвоив им статус семейных общежитий.
В 1999 году Кириллов с помощью военнослужащих выборгского погранотряда пытался провезти контрабанду из Финляндии — снегоход «Polaris», но груз был задержан сотрудниками специального подразделения российской таможни. Позднее Кириллов оплатил таможенную пошлину за снегоход, признав, что тот являлся его собственностью. После этого случая, журналисты стали называть Кириллова «Вова-Снегоход».
В 2000 году назначен первым вице-губернатором Ленинградской области.
С 2007 по 2008 год — советник Председателя совета Межпарламентской ассамблеи СНГ Сергея Миронова.
С 21 января 2008 года по 27 ноября 2014 года — руководитель Федеральной службы по надзору в сфере природопользования.
После появления информации о назначении Кириллова на пост главы Росприродназора, Greenpeace России выступил против назначения Кириллова. Тогда же в отставку подал заместитель руководителя Росприроднадзора Олег Митволь. В качестве причин назывались доказанные прокуратурой нарушения Кирилловым природоохранного законодательства (В 1997 году, занимая должность главы администрации Выборгского района, Кириллов с грубейшими нарушениями законодательства подписал документы о выделении земельного участка на территории Рощинского лесхоза Выборгского района АОЗТ «Констанция». По существу, администрация под видом аренды осуществила незаконный перевод лесных земель в нелесные и передачу их «Констанции» с целью последующей продажи земли.
В июне 2008 года Кириллов подвергся критике за то, что привёл в Росприроднадзор совершенно неквалифицированную команду.
12 ноября 2014 года Законодательное собрание Санкт-Петербурга согласовало кандидатуру Кириллова для назначения на должность вице-губернатора Санкт-Петербурга.
В 2016 году лоббировал присвоение новому мосту в Санкт-Петербурге имени А. Кадырова.
Доктор социологических наук.

## Награды
- Орден «За заслуги перед Отечеством» III степени (31 июля 2025 года) — за большой вклад в развитие отечественной культуры и искусства, многолетнюю плодотворную деятельность[5]
- Орден «За заслуги перед Отечеством» IV степени (30 июля 2010 года) — за достигнутые трудовые успехи и многолетнюю добросовестную работу[6]
- Орден Александра Невского (28 марта 2019 года) — за достигнутые трудовые успехи и многолетнюю плодотворную деятельность[7]
- Орден Почёта.